# 西那須野駅

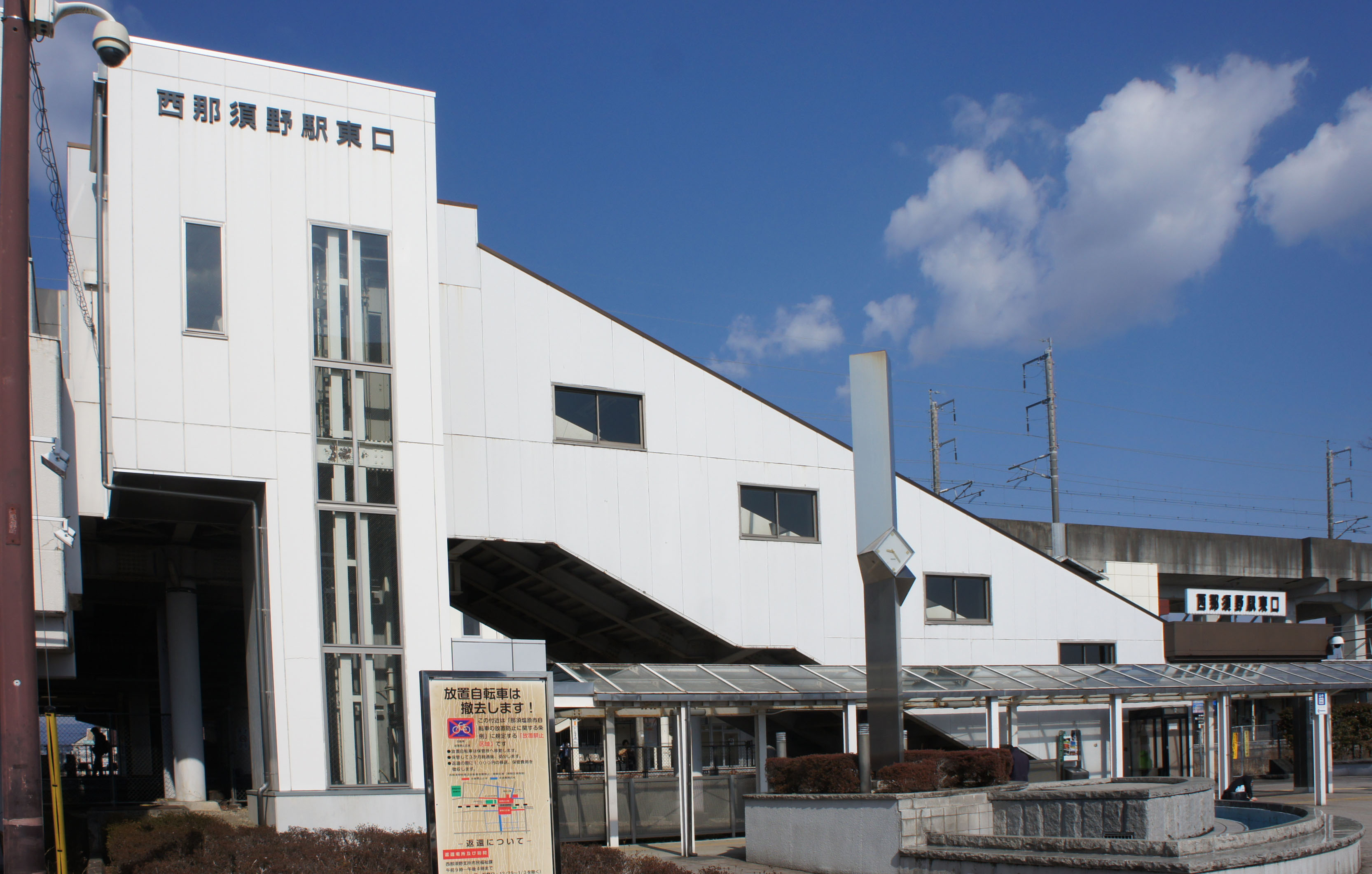
東口（2019年3月）

西那須野駅（にしなすのえき）は、栃木県那須塩原市永田町にある、東日本旅客鉄道（JR東日本）東北本線の駅である。「宇都宮線」の愛称区間に含まれている。

## 歴史
- 1886年（明治19年）10月1日：日本鉄道の那須駅として開業[2]。
- 1891年（明治24年）5月1日：西那須野駅に改称[2]。
- 1906年（明治39年）11月1日：鉄道国有法により国有化[2]。
- 1908年（明治41年）7月13日：那須人車軌道（後に那須軌道と改称）が開通。
- 1909年（明治42年）10月12日：線路名称制定により東北本線の所属となる。
- 1912年（明治45年）7月11日：塩原軌道（後に塩原電車と改称）が開通。
- 1918年（大正7年）4月17日：東野鉄道が開通。
- 1932年（昭和7年）6月22日：那須軌道が廃止。
- 1935年（昭和10年）3月25日：二代目駅舎完成[3]。
- 1936年（昭和11年）1月14日：塩原電車が廃止。
- 1968年（昭和43年）12月16日：東野鉄道が廃止[1]。
- 1971年（昭和46年）12月31日：みどりの窓口開設[3]。
- 1978年（昭和53年）10月2日：特急停車駅になり、特急ひばり上下2本が停車[3]。
- 1980年（昭和55年）8月1日：三代目の現駅舎完成、5日より使用開始[3]。
- 1984年（昭和59年）2月1日：貨物営業廃止[3]
- 1984年（昭和59年）2月1日：荷物扱い廃止[2]。
- 1987年（昭和62年）4月1日：国鉄分割民営化により、東日本旅客鉄道の駅となる[2]。
- 1992年（平成4年）3月：東口広場整備[3]
- 2004年（平成16年）10月16日：ICカードSuica供用開始[4]。
- 2005年（平成17年）1月1日：市町村合併により那須塩原市の駅となる。
- 2013年（平成25年）
  - 4月23日：この日をもってみどりの窓口の営業が終了。
  - 5月1日：業務委託化[5]。
- 2017年（平成29年）3月4日：ダイヤ改正により黒磯駅 - 小山駅 - 新前橋駅 - 高崎駅間の直通列車の運転が終了。
- 2018年（平成30年）3月29日：構内にあったKIOSKが閉店。
- 2022年（令和4年）3月12日：ダイヤ改正により黒磯駅 - 宇都宮駅間の電車がE131系でのワンマン運転に統一され、グリーン車の営業（乗り入れ）が終了。
- 2023年（令和5年）5月15日：一部時間帯で駅員の業務が休止。きっぷうりばに乗車駅発行証明書発券機が置かれる。
- 2025年（令和7年）7月3日：自動改札機及び自動精算機の営業が終了。改札は簡易改札機に置き換えされる。また、ICカードは改札外にある券売機で、モバイルSuicaなどは改札で清算となる。

## 駅構造
業務委託駅（JR東日本ステーションサービス委託、那須塩原駅管理）。Suica対応自動改札機・指定席券売機設置駅。
単式ホーム1面1線と島式ホーム1面2線、計2面3線を有する地上駅であるが、2番線は架線撤去の上でホームにも柵が設置されており使用されていない。そのため事実上単式ホーム2面2線となっている。橋上駅舎を有する。
かつて改札外にKIOSKがあったが、現在は閉店し店舗設備も撤去されている。

### 貴賓室
- 塩原温泉郷に塩原御用邸が設置されていたため、西那須野駅には貴賓室が設けられ、調度品が備えられていた。大正天皇をはじめ多くの皇族が西那須野駅を利用していた[3]。
- 大正天皇は、大正時代前半は当駅下車後塩原軌道で関谷または新塩原へ移動し、そこから人力車か馬車で御用邸へ向かっていたが、1919年（大正8年）頃より自動車を導入し、当駅より直接自動車で御用邸へ行くようになった[3]。

### のりば
| 番線 | 路線                | 方向 | 行先                           |
| ---- | ------------------- | ---- | ------------------------------ |
| 1    | ■宇都宮線（東北線） | 下り | 那須塩原・郡山・福島・仙台方面 |
| 3    | ■宇都宮線（東北線） | 上り | 宇都宮・大宮・東京方面         |

（出典：JR東日本:駅構内図）
- 2004年3月13日のダイヤ改正以降は湘南新宿ラインの列車が、2022年3月12日のダイヤ改正以降は上野方面（上野東京ライン）の列車も当駅に乗り入れなくなった。

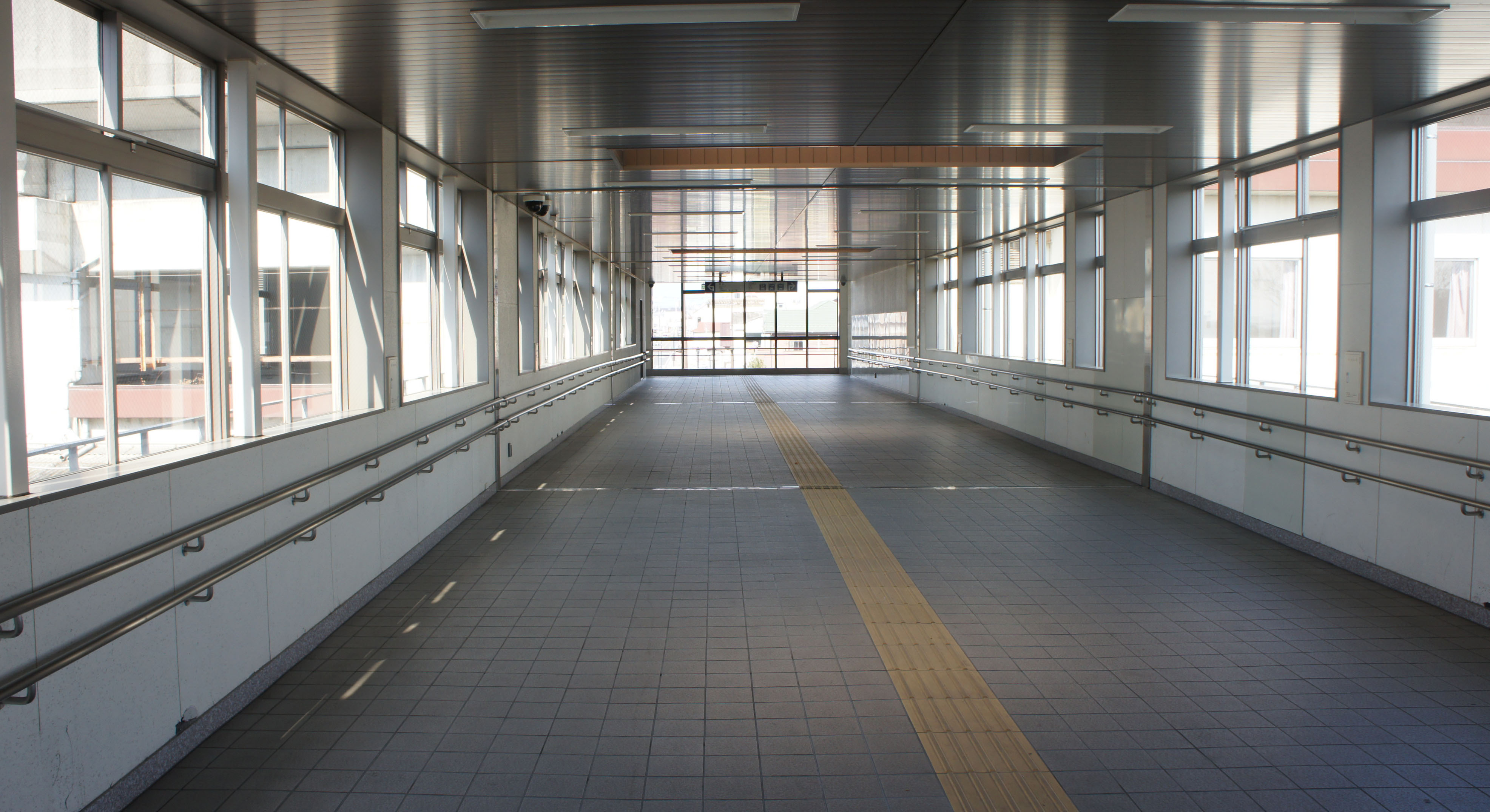
東西自由通路（2019年3月）
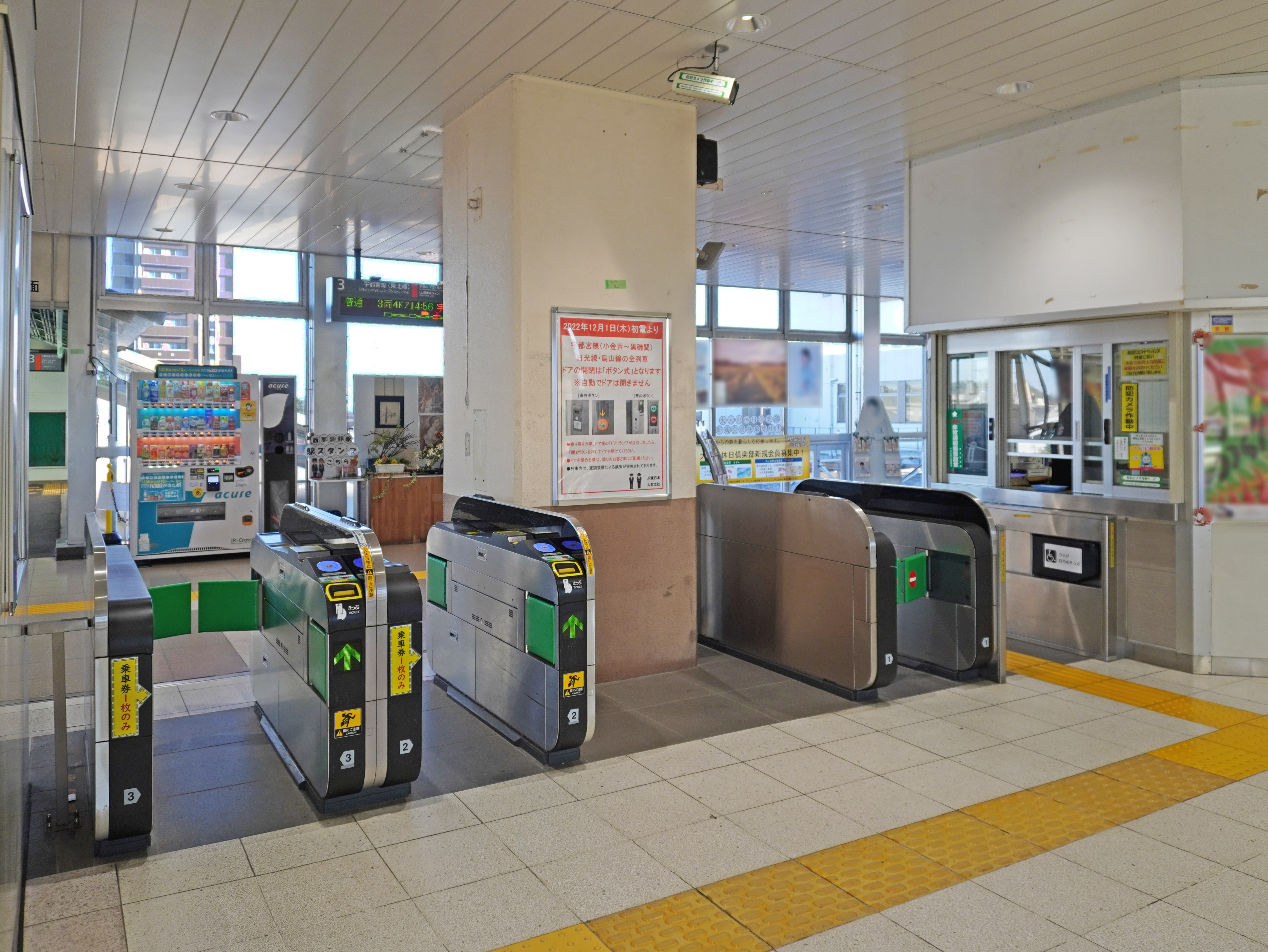
改札口（2022年11月）
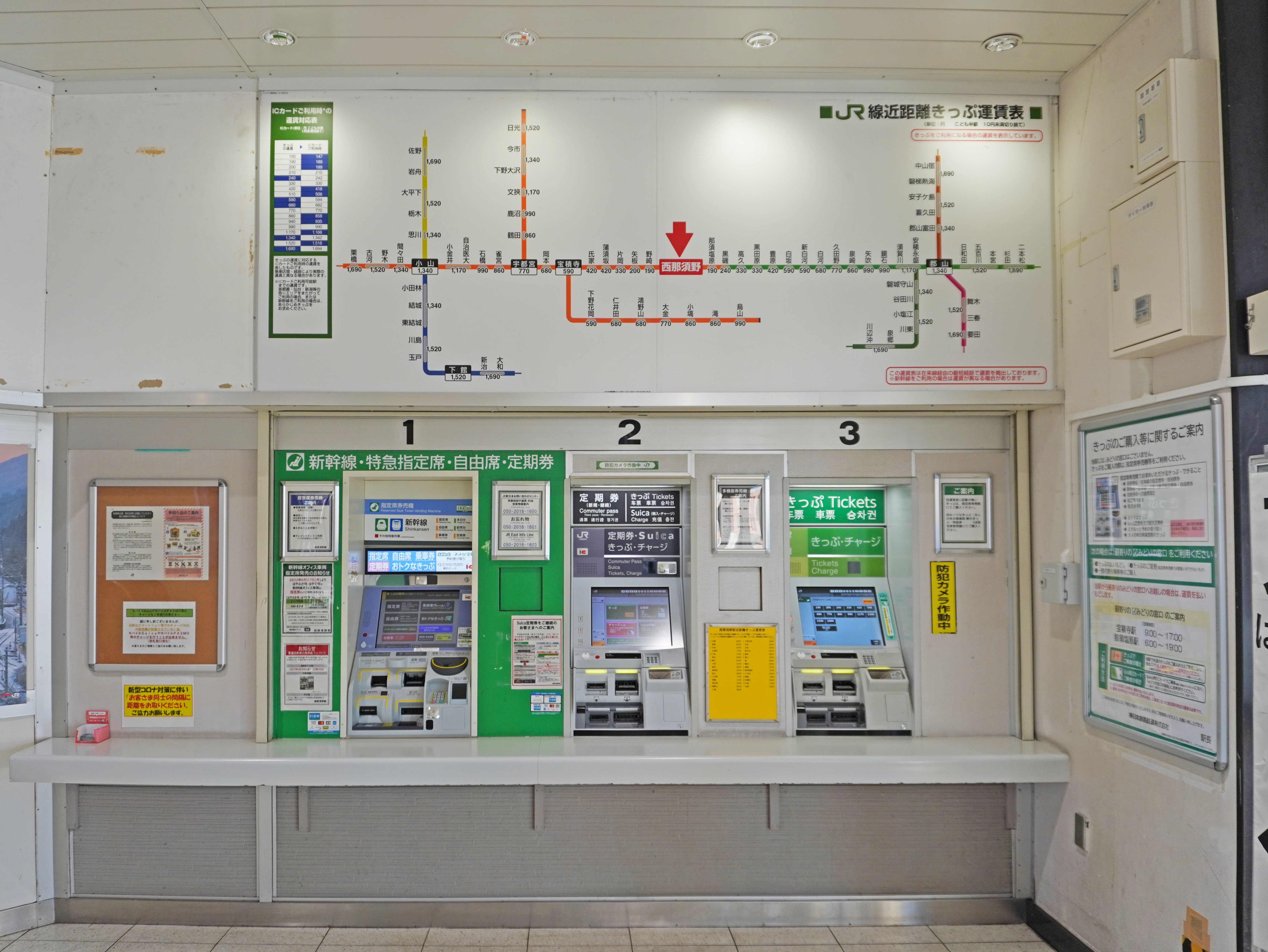
自動券売機（2022年11月）
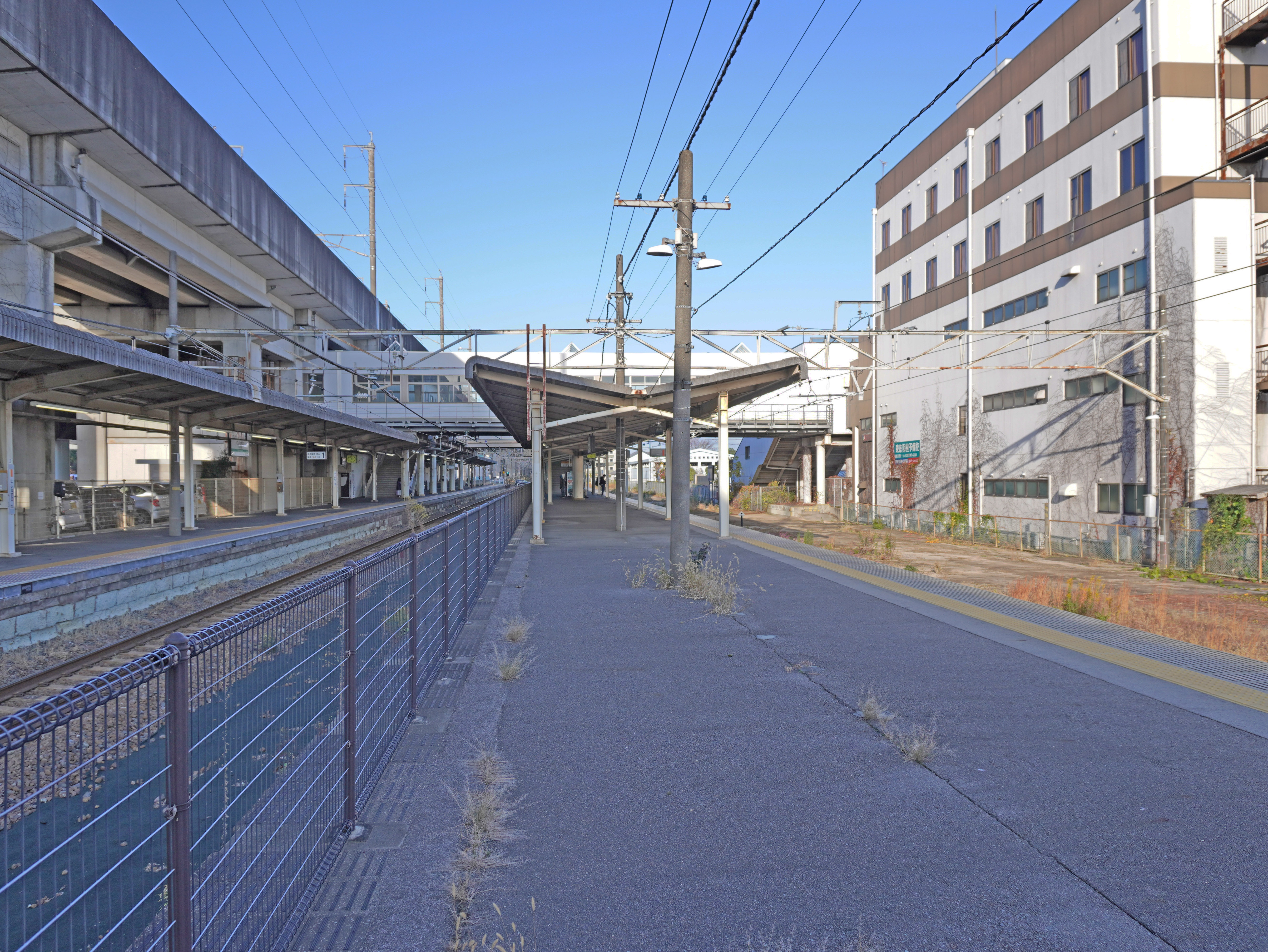
ホーム（2022年12月）

## 利用状況
JR東日本によると、2023年度（令和5年度）の1日平均乗車人員は3,288人である。
1887年度（明治20年度）以降の推移は以下のとおりである。
| 乗車人員推移        | 乗車人員推移     | 乗車人員推移    |
| 年度                | 1日平均 乗車人員 | 出典            |
| ------------------- | ---------------- | --------------- |
| 1887年（明治20年）  | 73               | [ 3 ]           |
| 1892年（明治25年）  | 87               | [ 3 ]           |
| 1897年（明治30年）  | 144              | [ 3 ]           |
| 1902年（明治35年）  | 168              | [ 3 ]           |
| 1907年（明治40年）  | 214              | [ 3 ]           |
| 1912年（明治45年）  | 304              | [ 3 ]           |
| 1920年（大正09年）  | 549              | [ 3 ]           |
| 1926年（昭和0元年） | 657              | [ 3 ]           |
| 1930年（昭和05年）  | 637              | [ 3 ]           |
| 1936年（昭和11年）  | 629              | [ 3 ]           |
| 1946年（昭和21年）  | 2,890            | [ 3 ]           |
| 1950年（昭和25年）  | 1,944            | [ 3 ]           |
| 1955年（昭和30年）  | 2,421            | [ 3 ]           |
| 1960年（昭和35年）  | 3,072            | [ 3 ]           |
| 1965年（昭和40年）  | 4,379            | [ 3 ]           |
| 1970年（昭和45年）  | 4,664            | [ 3 ]           |
| 1975年（昭和50年）  | 3,883            | [ 3 ]           |
| 1980年（昭和55年）  | 3,828            | [ 3 ]           |
| 1985年（昭和60年）  | 3,381            | [ 3 ]           |
| 1990年（平成02年）  | 3,916            | [ 3 ]           |
| 2000年（平成12年）  | 3,791            | [ 利用客数 2 ]  |
| 2001年（平成13年）  | 3,731            | [ 利用客数 3 ]  |
| 2002年（平成14年）  | 3,625            | [ 利用客数 4 ]  |
| 2003年（平成15年）  | 3,649            | [ 利用客数 5 ]  |
| 2004年（平成16年）  | 3,657            | [ 利用客数 6 ]  |
| 2005年（平成17年）  | 3,618            | [ 利用客数 7 ]  |
| 2006年（平成18年）  | 3,587            | [ 利用客数 8 ]  |
| 2007年（平成19年）  | 3,565            | [ 利用客数 9 ]  |
| 2008年（平成20年）  | 3,608            | [ 利用客数 10 ] |
| 2009年（平成21年）  | 3,570            | [ 利用客数 11 ] |
| 2010年（平成22年）  | 3,570            | [ 利用客数 12 ] |
| 2011年（平成23年）  | 3,527            | [ 利用客数 13 ] |
| 2012年（平成24年）  | 3,621            | [ 利用客数 14 ] |
| 2013年（平成25年）  | 3,687            | [ 利用客数 15 ] |
| 2014年（平成26年）  | 3,561            | [ 利用客数 16 ] |
| 2015年（平成27年）  | 3,665            | [ 利用客数 17 ] |
| 2016年（平成28年）  | 3,687            | [ 利用客数 18 ] |
| 2017年（平成29年）  | 3,731            | [ 利用客数 19 ] |
| 2018年（平成30年）  | 3,777            | [ 利用客数 20 ] |
| 2019年（令和元年）  | 3,740            | [ 利用客数 21 ] |
| 2020年（令和02年）  | 3,026            | [ 利用客数 22 ] |
| 2021年（令和03年）  | 3,145            | [ 利用客数 23 ] |
| 2022年（令和04年）  | 3,209            | [ 利用客数 24 ] |
| 2023年（令和05年）  | 3,288            | [ 利用客数 1 ]  |

## 駅周辺
大田原市には野崎駅が存在するが、当駅のほうが大田原役所など同市中心部により近い。
駅西側
- ジェイアールバス関東 西那須野支店
- 塩原自動車
- 那須塩原警察署 西那須野駅前交番
- 西那須野駅前郵便局
- 栃木県道317号西那須野停車場線
- 国道4号（陸羽街道）
- 国道400号（会津東街道）
- 西那須野郵便局
- 那須塩原市役所 西那須野支所（旧・西那須野町役場）
- 道の駅那須野が原博物館
- 西那須野温泉
- 東北自動車道 西那須野塩原インターチェンジ
- 地方競馬教養センター
- トライアルマート西那須野店（そすいスクエアアクアス）

駅東側
- 国道400号（黒羽街道）
- 国道461号（日光北街道）
- 栃木県道48号大田原氏家線（旧陸羽街道）
- 栃木県道53号大田原高林線
- ぽっぽ通り(東野鉄道廃線跡)
- 大山元帥墓所
- 乃木神社
- 西那須野下永田郵便局

## バス路線

### 一般乗合バス
駅西口から塩原温泉郷および那須塩原市内（那須塩原駅・黒磯駅方面）、駅東口から那須塩原市内循環線と大田原市市街地へと結ばれている。

2021年3月21日から、栃木県内の関東自動車とJRバス関東の一般路線バスで地域連携ICカード「totra（トトラ）」が導入された。Suicaと相互利用可能な全国の交通系ICカードでも運賃の支払いが可能となった。但し、那須塩原市地域バス「ゆーバス」はJRバス関東が運行する便であってもICカードの利用ができない。

#### 西口発着
「西那須野駅西口」停留所にて、JRバス関東の塩原線や那須塩原市地域バス（ゆーバス）が運行する路線バスが発着する。
- ジェイアールバス関東
  - 塩原線：塩原温泉バスターミナル / 那須塩原駅
- 那須塩原市地域バス（ゆーバス）
  - 西那須野外循環線：西那須野駅東口
  - 西那須野線・（黒磯線）：那須塩原駅（一部黒磯駅）

#### 東口発着
「西那須野駅東口」停留所にて、大田原市営バス・関東自動車・那須塩原市地域バス（ゆーバス）が運行する路線バスが発着する。
- 大田原市営バス
  - 大田原市内循環線：大田原市役所
- 関東自動車
  - 大田原・馬頭線：大田原営業所 / 馬頭車庫
  - 黒羽線：黒羽出張所 / 五峰の湯 / 那須赤十字病院
- 那須塩原市地域バス（ゆーバス）
  - 西那須野外循環線・西那須野内循環線：西那須野駅西口

### 高速バス
「西那須野駅西口」停留所にて、新宿駅発の高速バス路線（関東自動車が運行）が1便乗り入れている。
- 那須・塩原号：バスタ新宿（新宿駅新南口）

## 隣の駅
東日本旅客鉄道（JR東日本）
■宇都宮線
野崎駅 - 西那須野駅 - 那須塩原駅

### 記事本文